# Nagymonújfalu
Nagymonújfalu (románul: Deleni) falu Romániában, Szilágy megyében.

## Fekvése
Zilahtól északra, Menyő, Nagymon és Kisdoba közt fekvő település.

## Nevének eredete
Román neve Cioara=Csará (csóka).
Magyar nevének első tagja Nagymon neve után. E falu határán alakult ki az új település, így lett neve Nagymonújfalu.

## Története
A mai Nagymonújfalu az 1700-as évek körül települt mai helyére, a nagymoni határra. 
Egy tanuvallomás adatai szerint  "Moni, Jaxival a határt kétfelé szakították; Moninak jutott az alsó rész, Jaxinak a felső, melyet Nagymon-Újfalunak neveznek".
A 18. század közepén a falu "Csora" még csak néhány házból állt.
Határa jó makktermő tölgyes, cseres és bükkös erdő volt. Bálvány nevű részét szőlővel telepítették be.
1750-ben neve Szilágycsora, ekkor már 122 görögkatolikus lakosa volt.
1760-1762 körül kapta mai Nagymonújfalu nevét.
1847-ben végzett összeíráskor 272 lakosa volt a településnek.
1890-ben 268 lakosából 24 magyar, 243 román, 1 egyéb nyelvű, ebből 1 római katolikus, 243 görögkatolikus, 10 református, 14 izraelita. A házak száma ekkor 60 volt.
1909-ben Nagymonújfalunak 260 lakosa volt.
Nagymonújfalu a trianoni békeszerződés előtt Szilágy vármegye Zsibói járásához tartozott.

## Nevezetességek
- Görögkatolikus fatemploma 1720-ban épült. Anyakönyvet 1824-től vezetnek.